# Marcel Hendrickx (wielrenner)
Marcel Hendrickx (Houthalen, 21 april 1925 - Bilzen, 15 februari 2008) was een Belgische wielrenner van 1947 tot 1961. In zijn carrière haalde hij 20 overwinningen, waarvan de belangrijkste een tweevoudige overwinning in Parijs-Brussel van 1954 en 1955.

## Palmares
- 1948
  - 1e in Heusden (Limburg)
  - 1e in Houthalen-Helchteren
  - Etappe in Dwars door België
- 1949
  - 1e in Luik-Jemelle
  - 1e in Quaregnon
  - 1e in  GP de la Famenne
- 1950
  - 1e in Westerlo
- 1951
  - 1e in Eisden
  - 1e in Roubaix - Huy
- 1952
  - 1e in Heusden Limburg
  - 1e in  Parijs - Saint-Etienne
  - 1e in  Wenen-Graz-Wenen
  - 1e in  Brussel-Sint-Truiden
- 1953
  - 1e in  Omloop van Nete en Dijle
  - 1e in Heusden (O-Vlaanderen)
  - 1e in Montenaken
- 1954
  - 1e in Parijs-Brussel
  - 1e in Heusden (O-Vlaanderen)
  - 1e in Putte-Mechelen
- 1955
  - 1e in Parijs-Brussel
  - 1e in Rijkevorsel
- 1961
  - 1e in Overpelt

## Resultaten in voornaamste wedstrijden
| Jaar | Ronde van Italië | Ronde van Frankrijk | Ronde van Spanje |
| ---- | ---------------- | ------------------- | ---------------- |
| 1948 |                  |                     |                  |
| 1949 |                  | 43e                 |                  |
| 1950 |                  | 25e                 |                  |
| 1951 | opgave           |                     |                  |
| 1952 |                  |                     |                  |
| 1953 |                  |                     |                  |
| 1954 |                  | 64e                 |                  |
| 1955 |                  |                     |                  |
| 1956 |                  |                     |                  |
| 1957 |                  |                     |                  |

| Jaar | Milaan-San Remo | Gent-Wevelgem | Ronde van Vlaanderen | Parijs-Roubaix | Luik-Bast.‑Luik | Parijs-Brussel | Parijs-Brussel | Omloop Het Volk |
| ---- | --------------- | ------------- | -------------------- | -------------- | --------------- | -------------- | -------------- | --------------- |
| 1948 |                 |               |                      | 11e            | 32e             |                |                | Brons           |
| 1949 |                 |               |                      |                |                 | 10e            | 10e            |                 |
| 1950 |                 |               |                      |                |                 | 70e            | 70e            |                 |
| 1951 | 75e             |               |                      |                |                 | 13e            | 13e            | 42e             |
| 1952 |                 |               |                      |                |                 | 70e            | 70e            | 43e             |
| 1953 |                 |               |                      |                |                 | 4e             | 4e             | 30e             |
| 1954 | 13e             | 8e            | 6e                   | 51e            |                 | Goud           | Goud           |                 |
| 1955 |                 |               |                      | 26e            |                 | Goud           | Goud           | 10e             |
| 1956 | 94e             |               |                      |                |                 |                |                | 11e             |
| 1957 |                 |               | 80e                  |                |                 | 44e            | 44e            |                 |